# Departamento Nacional de Agricultura
El Departamento Nacional de Agricultura de Argentina fue un organismo público de la segunda mitad del siglo XIX. Fue un ente dependiente del Ministerio del Interior de la Nación y estuvo activo entre 1871 y 1898. Condujo la administración de la agricultura del país hasta la creación del Ministerio de Agricultura a fines del siglo.

## Historia
Fue creado en 1871 durante el gobierno de Domingo Faustino Sarmiento.
A fines del siglo XIX, el crecimiento del sector agrícola en Argentina bajo la administración de Julio Argentino Roca motivaron la creación del Ministerio de Agricultura de la Nación en 1898. Fue necesaria una reforma constitucional para incrementar el número de ministerios de la carta magna de 1853 (en el artículo 87). De este modo quedó sustituido el departamento nacional de la Agricultura.